# Osteochilus longidorsalis
Osteochilus longidorsalis är en fiskart som först beskrevs av Rohan Pethiyagoda och Kottelat, 1994.  Osteochilus longidorsalis ingår i släktet Osteochilus och familjen karpfiskar. IUCN kategoriserar arten globalt som starkt hotad. Inga underarter finns listade i Catalogue of Life.